# Lycodes fasciatus
Lycodes fasciatus és una espècie de peix marí de la família dels zoàrcids i de l'ordre dels perciformes. Els adults poden assolir fins a 36 cm de longitud total.
És un peix marí, de clima polar i demersal que viu entre 25-340 m de fondària. Es troba als mars del Japó i d'Okhotsk.
És inofensiu per als humans.